# Every Man’s Dream
Every Man’s Dream — первая серия 27 сезона мультсериала Симпсоны. В России эпизод выпущен 14 апреля 2017 года на телеканале 2х2.

## Сюжет
Гомер спит во время кризиса на атомной электростанции, и попадает в больницу. После укола спинного мозга стало ясно, что Гомер болеет нарколепсией. Из-за этого Гомеру запрещают работать на атомной электростанции…
Мардж говорит Гомеру, что лекарства от этой болезни можно получить в аптеке. В аптеке было 4 пожилых человека. Поняв, что это затянется на долго, Гомер оставил Мо и отправился домой (Гомер пах пивом). Это злит Мардж и она решает отправить Гомера к терапевту. Но вместо того, чтобы помочь, терапевт говорит, что чтобы потратить это время (аптека), нужно ненадолго развестись. Из-за этого Гомер начал жить на АЭС.
Ленни и Карл говорят Гомеру, что фамилия Мардж изменилась на «Бувье» (её девичья фамилия).
После посещения таверны Мо Гомер идёт за лекарством и встречает фармацевта Кэндис, которая соглашается пойти с ним, и позже они проводят ночь вместе. На следующее утро Гомер просыпается, беспокоясь о своем браке с Мардж, и пытается позвонить домой, чтобы поговорить с ней. Он говорит с Сельмой, которая показывает, что Мардж готовится пойти на свидание. Гомер идёт с Кэндис на встречу с её друзьями в кафе, и они оба делают татуировки, которые показывают Мо. Кэндис хочет, чтобы Гомер познакомился с её отцом, и они идут поужинать. Отец Кэндис, Роджер, говорит Гомеру не беспокоиться о разнице в возрасте между ним и Кэндис, показывая, что он встречается с более молодой женщиной. Мардж входит в ресторан, и она потрясена, увидев там Гомера, в то время как он и Кэндис потрясены, увидев, что она — на свидании с Роджером и что Роджер проводит время с Бартом, Лизой и Мэгги. Роджер извиняется перед Кэндис за то, что не был рядом с ней, и делает Мардж предложение. Мардж соглашается выйти замуж за Роджера после завершения развода. Кэндис предлагает Гомеру жениться на ней, показывая, что она беременна его ребёнком.
Гомер просыпается в кабинете терапевта, сидя рядом с Мардж. Гомер с облегчением обнаруживает, что это был всего лишь сон, и он и Мардж всё ещё вместе. Гомер говорит терапевту, что ей не следовало предлагать ему расстаться с Мардж, но терапевт признаёт, что она не говорила им расстаться. Гомер даёт обещание постараться вести себя хорошо в течение всего марта, чтобы улучшить их брак. К 31 марта семья видит улучшение в Гомере. Лиза теперь ест мясо, и Мэгги может говорить. Она поёт песню «What a Wonderful World». Гомер смущён этим, но просыпается в баре вместе с Кэндис, которая бьет его бутылкой пива, чтобы разбудить его. Гомер бежит в дом своей семьи, и видит, как его место за семейным обеденным столом занял Роджер. Семья выглядит счастливой, и Гомер уходит, рыдая. Лиза выходит, чтобы увидеть Гомера, утешая его, и они обнимают друг друга. Роджер зовёт Лизу обратно в дом, упоминая их предстоящую игру в шахматы и покупки пони, и Лиза обещает Гомеру, что она заскайпит его на Рождество. Гомер громко плачет. Мардж просыпается в постели рядом с храпящим Гомером и потрясена, обнаружив, что это был её сон, и задается вопросом, не означает ли это что-то о её браке с Гомером. Они посещают терапевта, который собирается обсудить решение.
Камера разворачивается, показывая татуировку всей сцены на спине Ханны Хорват из «Девушки». Когда её спросили, что означала татуировка её возлюбленного, она ответила, что это означает «никогда не напивайся в Бруклине».